# Morphosphaera margaritacea
Morphosphaera margaritacea es una especie de insecto coleóptero de la familia Chrysomelidae.
Fue descrita científicamente en 1930 por Laboissiere.